# 이토 고
이토 고(일본어: 伊藤 剛, 1994년 3월 23일~)는 일본의 축구 선수이다.

## 구단 경력
그는 2015년 J1리그의 쇼난 벨마레에 입단했다. 2017년 6월 J3리그의 후쿠시마 유나이티드 FC로 이적했다. 2019년부터 2023년까지 일본 지역 리그의 도치기 시티, 도쿄 유나이티드 FC, 베로스크로노스 쓰노에서 뛰었다. 2024년 J3리그의 기라반츠 기타큐슈로 이적했다.